# Pak Jong-chon
Pak Jong-chon (Pyongyang, ...) è un generale nordcoreano, capo di stato maggiore generale dell'Armata del popolo coreano dal 2019 al 2021 e attuale Vicepresidente della Commissione militare centrale del Partito del Lavoro di Corea.

## Biografia
Pak, nel 2014 è stato nominato vice-capo dello stato maggiore generale e capo del comando di fuoco nello stato maggiore. Ciò nonostante, è stato degradato al grado di Maggior generale nel 2015 e il vice-capo dello stato maggiore è stato licenziato. Nel 2016 è stato promosso di nuovo al grado di Tenente generale ed è stato eletto nel Comitato centrale del Partito del Lavoro di Corea, inoltre è stato nominato direttore generale del dipartimento dello stato maggiore generale. È stato promosso a Colonnello generale nel 2017. Il 14 aprile 2019 è stato promosso a Generale d'armata ed è stato nominato capo dello stato maggiore generale dell'Armata del popolo coreano, rimpiazzando Ri Yong-gil. La sua nomina è stata attribuita al successo del lancio del nuovo missile balistico a corto raggio durante il suo periodo come direttore dell'artiglieria.
Pak ha anche accompagnato Kim Jong-un durante la cerimonia per innalzare lo status di Samjiyŏn da contea (kun) a città, tale località è stata descritta dalle notizie come un "paradiso" socialista. Ha nuovamente accompagnato Kim durante il suo viaggio sul Monte Paektu. In tale località è stato visto cavalcare un cavallo insieme a Kim.
il 23 maggio è stato promosso a vice-maresciallo. Pak è ultimamente considerato come una "stella nascente" nella gerarchia di potere nordcoreana.
il 5 ottobre 2020, è stato ulteriormente promosso a Maresciallo dell'armata del popolo coreano.